# جو غوردون (عازف جاز)
جو غوردون (بالإنجليزية: Joe Gordon)‏ هو عازف جاز أمريكي، ولد في 15 مايو 1928 في بوسطن في الولايات المتحدة، وتوفي في 4 نوفمبر 1963 في لوس أنجلوس في الولايات المتحدة.

## وصلات خارجية
- جو غوردون على موقع ميوزك برينز (الإنجليزية)
- جو غوردون على موقع أول ميوزيك (الإنجليزية)
- جو غوردون على موقع ديسكوغز (الإنجليزية)